# Amor de Dios, Jitotol
Amor de Dios är en ort i Mexiko.   Den ligger i kommunen Jitotol och delstaten Chiapas, i den sydöstra delen av landet, 700 km öster om huvudstaden Mexico City. Amor de Dios ligger 1 166 meter över havet och antalet invånare är 103.
Terrängen runt Amor de Dios är kuperad söderut, men norrut är den bergig. Runt Amor de Dios är det ganska tätbefolkat, med 86 invånare per kvadratkilometer. Närmaste större samhälle är Simojovel de Allende, 8,5 km öster om Amor de Dios. I omgivningarna runt Amor de Dios växer i huvudsak städsegrön lövskog.